# Estado Islâmico na África Ocidental
Estado Islâmico na África Ocidental (EIAO), ou Província da África Ocidental do Estado Islâmico ( em árabe:  ولاية السودان الغربي, Wilāyat al-Sūdān al-Gharbī, em inglês:  Islamic State's West Africa Province, ISWAP), é um grupo terrorista jihadista e salafista e uma das "províncias" do Estado Islâmico.
O grupo surgiu em 7 de março de 2015 com a lealdade do Boko Haram ao Estado Islâmico, que foi oficialmente aceita cinco dias depois. No entanto, o grupo se dividiu em agosto de 2016, quando seu comandante, Abubakar Shekau, foi destituído pelo Estado Islâmico por "extremismo" e foi substituído por Abou Mosab al-Barnaoui. Opondo-se a essa decisão, Shekau assume a chefia de uma facção que retoma seu antigo nome "Grupo Sunita para a Pregação e a Jihad" — o nome oficial do Boko Haram. As duas facções, assim, tornam-se rivais e ocasionalmente se confrontam.
O grupo participa de uma insurreição jihadista no nordeste da Nigéria, no sudeste do Níger e no extremo norte dos Camarões. Em março de 2019, ingressou no Estado Islâmico no Grande Saara, ativo no nordeste do Mali, no norte de Burkina Faso e no oeste do Níger.

## Organização

### Comando
Em 7 de março de 2015, Abubakar Shekau anunciou lealdade a Abu Bakr al-Baghdadi, califa do Estado Islâmico. Em 12 de março, o Estado Islâmico declarou que acolheu a lealdade do Boko Haram.
Mas em junho de 2016, o general Thomas Waldhauser, comandante do Comando dos Estados Unidos para a África, relatou uma cisão dentro do grupo, afirmando que metade dos membros do Boko Haram não obedecem mais a Abubakar Shekau. Os dissidentes reprovavam Shekau por não seguir as instruções do Estado Islâmico, nomeadamente ter ignorado as exigências do Estado Islâmico para acabar com os ataques suicidas cometidos por crianças.
Em 2 de agosto, o Estado Islâmico apresenta Abu Mosab al-Barnaoui, como uale e chefe de suas forças na África Ocidental. Shekau responde em 3 de agosto em um comunicado em áudio no qual recusou sua destituição. Embora ainda reconheça Abu Bakr al-Baghdadi como o "califa dos muçulmanos", critica Abu Mosab al-Barnaoui, a quem descreve como "desviante" e afirma que foi "enganado" e que não quer mais "seguir cegamente" certos emissários do Estado Islâmico: "Com esta mensagem, queremos afirmar que não aceitaremos mais nenhum emissário, exceto aqueles realmente comprometidos com a causa de Alá". Segundo Romain Caillet, o grupo dividiu-se em duas tendências: "Uma tendência que associa-se a Abubakar Shekau, que é a mais rígida, e uma tendência que paradoxalmente será um pouco menos radical, pouco menos extremista e que é precisamente essa tendência que se uniu ao Estado Islâmico. Ou seja, [...] os partidários de Shekau são os adeptos da linha ultra-radical absoluta".
Abu Mosab al-Barnaoui é assessorado por Mamman Nour e entre os outros chefes que se juntaram a ele estão principalmente Mallam Bako, Abubakar al-Nouké, Abubakar Mainoké e Adam Badri Mohammed Yusuf - irmão de al-Barnaoui.
Durante o ano de 2018, os expurgos internos teriam afetado o comando do Estado Islâmico na África Ocidental, de acordo com a mídia nigeriana. Em agosto de 2018, Mamman Nour, o número dois da organização, teria sido executado por outros membros do Estado Islâmico na África Ocidental. Incorporando a tendência menos radical do grupo, ele foi acusado pelos mais extremistas de ter libertado as meninas raptadas em Dapchi sem obter um resgate. Em outubro, o número três, Ali Gaga, também foi executado após se suspeitar que pretendia se render às autoridades nigerianas.
Abu Mosab al-Barnaoui, por sua vez, seria deposto pelo Estado Islâmico em março de 2019 e substituído por Abou Abdallah Idrisa ou Abou Abdullah Ibn Umar Al-Barnaoui.

## Efetivos
Em junho de 2016, a CIA estimou que havia 7.000 jihadistas membros do Estado Islâmico na África Ocidental.
Em 2018, o Combating Terrorism Center estima que a facção de Abu Mosab al-Barnaoui tenha entre 3.500 e 5.000 combatentes e a de Abubakar Shekau aproximadamente 1.000 combatentes. No início de 2019, para Vincent Foucher, pesquisador do CNRS, indica que, segundo fontes de segurança, a facção de al-Barnaoui contaria com 2.500 a 5.000 homens e a de Shekau com  aproximadamente 2.000 membros. Outras fontes relatam cerca de 13.000 homens para a facção de Barnaoui em 2019.
Segundo fontes militares francesas do Le Figaro, pelo menos quinze iraquianos do Estado Islâmico foram enviados em 2016 à Nigéria por seis meses para treinar os insurgentes "em técnicas de combate, manuseio de explosivos e fabricação de armas artesanais, incluindo lança-foguetes". Eles teriam sido avistados na floresta de Sambisa e no estado de Adamawa.
Entre 2015 e 2017, grupos de combatentes do Estado Islâmico na África Ocidental partem para a Líbia para receber treinamento militar do ramo líbio do Estado Islâmico. Os jihadistas líbios também partem para a Nigéria para servir como instrutores.

## História

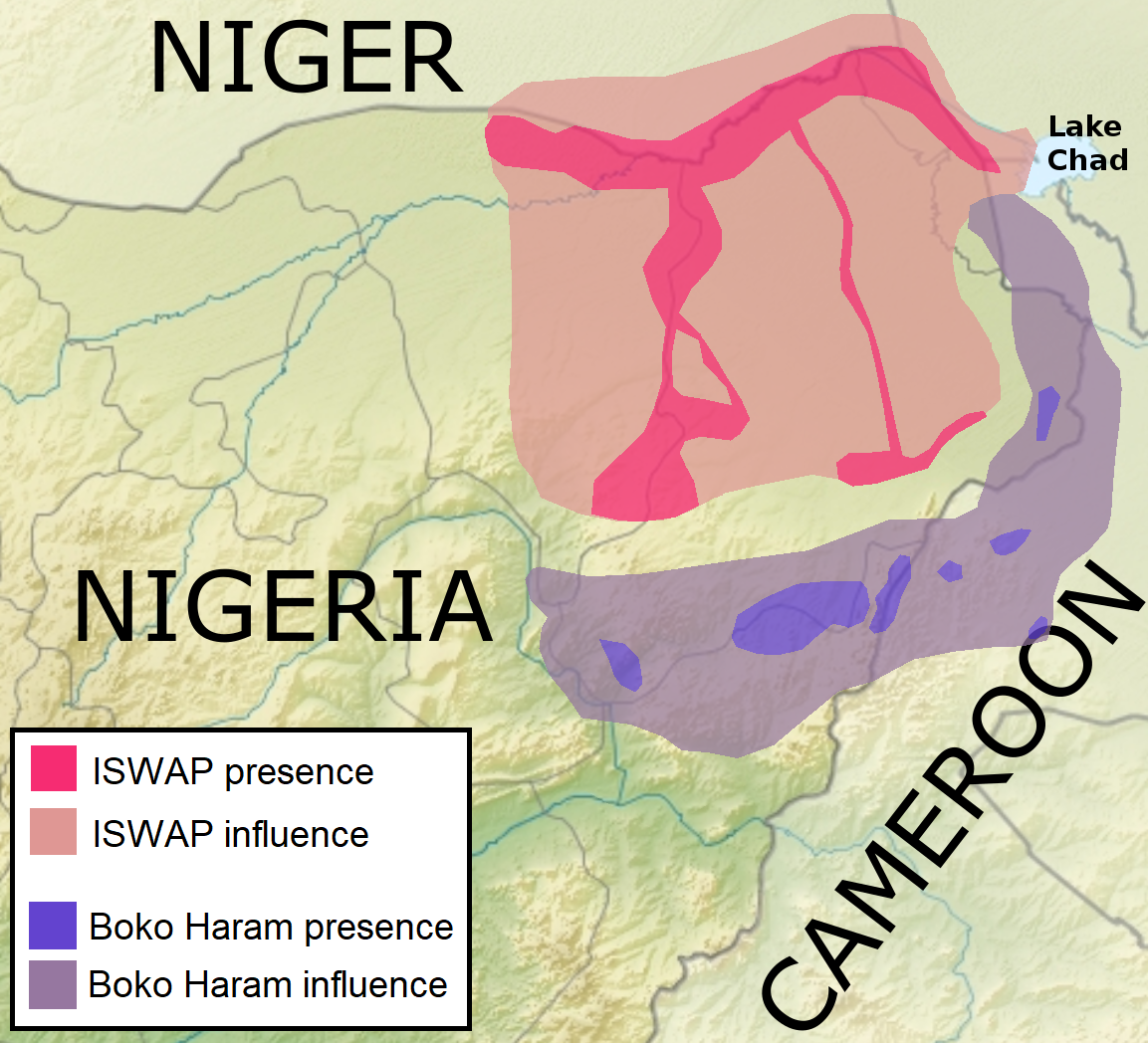
Presença e influência do Estado Islâmico da África Ocidental e do Boko Haram no norte da Nigéria, Camarões e Níger no início de 2019.

### Relações entre o Estado Islâmico na África Ocidental e o Boko Haram
Após a divisão de 2016, a facção de Shekau reteve a floresta Sambisa como seu reduto, enquanto a facção de Barnaoui se estabeleceu a nordeste de Maiduguri e na região do Lago Chade. A maioria dos combatentes permanecem leais a al-Barnaoui.
Em 7 de agosto de 2016, Abubakar Shekau aparece com vários de seus combatentes em um vídeo no qual denuncia o "dogma desviante" de Abu Mosab al-Barnaoui, mas afirma que não lutará contra ele. Shekau declara que prossegue na luta contra os "descrentes", ameaçando as Nações Unidas, os Estados Unidos, França e Alemanha. Também afirma fazer "da luta contra a Nigéria e o mundo inteiro uma responsabilidade pessoal".
No entanto, são relatados confrontos entre o Estado Islâmico e o Grupo Sunita para a Pregação e a Jihad, em particular em setembro de 2016 e em janeiro de 2020.
Em maio de 2021, o Estado Islâmico na África Ocidental atacou as forças do Boko Haram na floresta de Sambisa. Durante os combates que se seguiram, Abubakar Shekau se viu cercado e cometeu suicídio após se recusar a se render.

### União com o Estado Islâmico no Grande Saara
Em março de 2019, o Estado Islâmico no Grande Saara (EIGS), liderado por Adnane Abou Walid al-Sahraoui, foi integrado ao Estado Islâmico na África Ocidental. A partir dessa data, os ataques do Estado Islâmico no Grande Saara serão reivindicados pelo Estado Islâmico na África Ocidental. Os dois ramos permanecem separados territorialmente, porém os jihadistas nigerianos foram enviados para a área de ação do Estado Islâmico no Grande Saara.

## Financiamento
Em 2016, o Estado Islâmico transferiu quantias de $ 500.000 de dólares para sua filial nigeriana a cada quatro meses. A partir de 2017, essas quantias tornam-se menos substanciais, mas em 2018 o Estado Islâmico na África Ocidental é capaz de se autofinanciar. Recolhe impostos e domina a produção e distribuição de peixe seco pescado no Lago Chade, bem como a produção de pimenta seca e arroz. Assim, a organização arrecada de $ 2 a 3 milhões de dólares por mês nos territórios sob seu controle.